# B-styrka

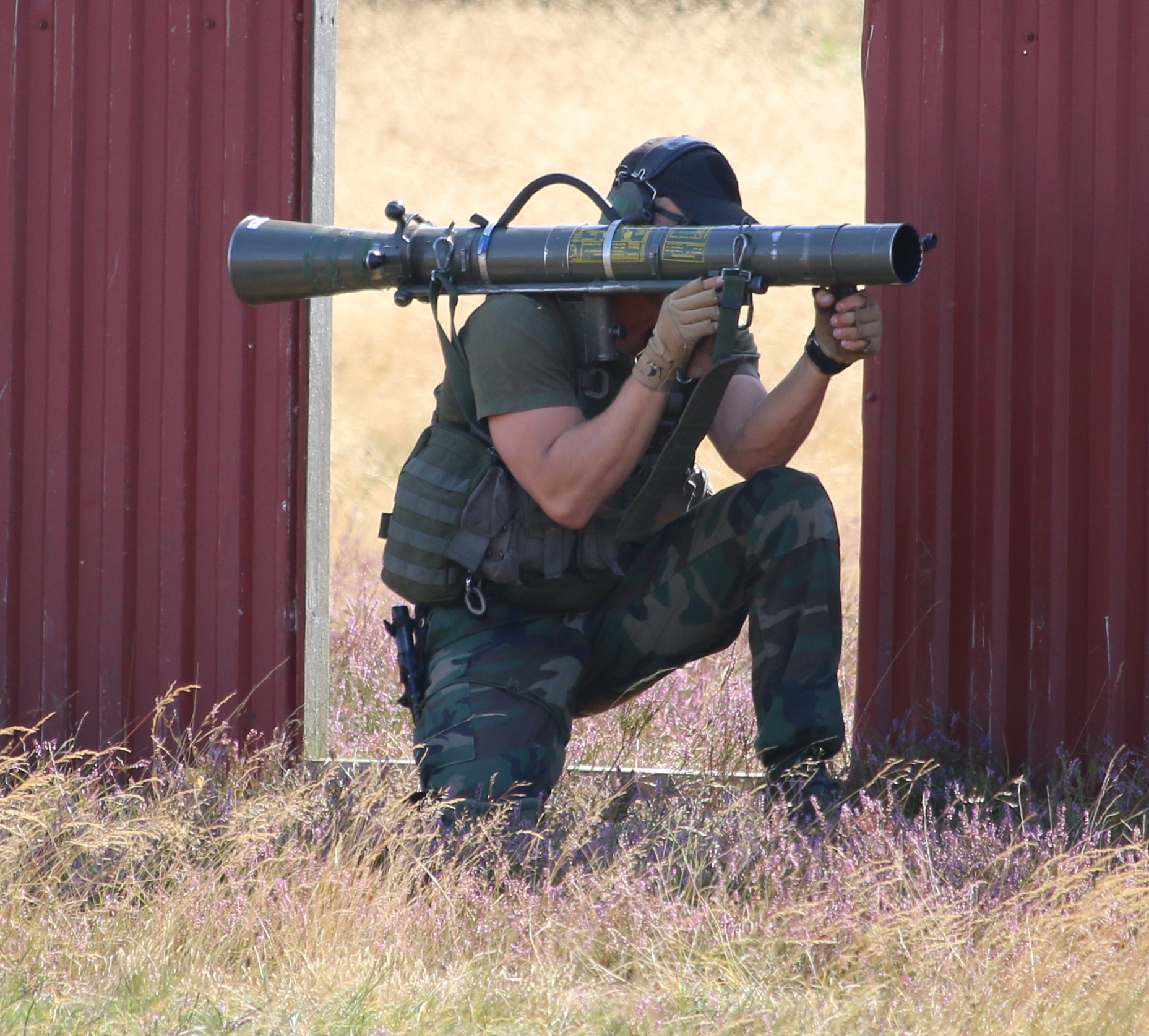
Medlem av B-styrka vid stridsuppvisning.

B-styrka är beteckningen på ett militärt förband med uppgift att i fredstid agera fiende eller motpart vid militära övningar och liknande.
Styrkan är oftast mindre till antalet än det tränande förbandet, Men detta uppvägs av styrkans breda kompetens och improvisationsförmåga.
Medlemmarnas personliga egenskaper är därför viktiga för övningens kvalitet.
B-styrkan kan till exempel få i uppgift att utföra eldöverfall, spaning och sådan verksamhet som en fiende normalt skulle utöva vid en konflikt.
Den agerar ofta under ledning av en övningsledare, men kan beroende på kompetens få eget rörelseutrymme.